# 五部
五部（ごへい、ごへ）は、茨城県古河市の地名。郵便番号は306-0123。
古くから在住する住民には、生沼（おいぬま）姓が多く見られる。近隣の仁連（にれい）地区に「御辺（ごへ）」という地名があるため、便宜上隣接する地名を付け「諸川五部」と呼ばれることもある。

## 地理
古河市の東部、旧猿島郡三和町域の飯沼干拓地北部西岸にあり、南、西、北は台地、東に平地と林が広がる。北東を流れる西仁連川を挟んで結城市七五三場（しめば）と隣接する。地区の大半が農地であり、南部に隣接する諸川集落周辺を除いて住宅戸数は少ない。また、全域が幸江崎土地改良区に指定され、毎年1回無人ヘリによる水稲防除（農薬の空中散布）が行われる。
小字として川向、加々道、クレキリバ、腰蒔、五階塚、〆バ堰、関ノ上、関ノ下、太郎子田、竹ノ下、谷向、天光地、出口、道角、長町、長丁、西浦、橋本、古屋敷、本田、細町、堀ノ内、道ノ下、諸川橋、屋敷尻、和田浦の名が残る。

## 歴史
古くは1574年（天正2年）12月2日と推定される『垪和康忠充芳春院周興昌寿連署書状写』に「五部、芳春院領」とある。江戸期には日光東往還諸川宿、仁連宿の助郷役が置かれ、幕末は旗本森柳氏領となった。
村高は『元禄郷帳』、『天保郷帳』、『旧高簿』いずれも134石余であり、物産は米、麦、豆類であった。『天保郷帳』には「五遍村」とある。南部の香取神社には「旧正一位香取大明神氏子中 寛政三年九月十五日」とあり、小字に残る「溜下」、「溜淵」の名は、付近が不安定な降水に依存する天水田であったことを示唆している。
1875年（明治8年）より茨城県、1878年（明治11年）より猿島郡に属す。1891年（明治24年）の戸数は18戸、人口は118人であった。

### 沿革
- 1889年（明治22年）4月1日 - 町村制施行により、五部村が諸川宿、仁連村、上和田村、駒込村、上片田村、下片田村、大和田村、新和田村、諸川新田と合併し猿島郡幸島村の一部となる。
- 1896年（明治29年）3月29日 - 猿島郡と西葛飾郡が統合し、猿島郡となる。
- 1955年（昭和30年）2月11日 - 幸島村が猿島郡八俣村、結城郡名崎村と合併し、三和村（みわむら）となる。
- 1969年（昭和44年）1月1日 - 三和村が町制施行・改称し、三和町（さんわまち）となる。
- 2005年（平成17年）9月12日 - 三和町が古河市、総和町と合併し、古河市を新設する。

## 世帯数と人口
2017年（平成29年）7月31日現在の世帯数と人口は以下の通りである。
| 大字 | 世帯数  | 人口  |
| ---- | ------- | ----- |
| 五部 | 104世帯 | 251人 |

## 交通
五部を通る公共交通機関は無く、国道125号、茨城県道・千葉県道17号結城野田線を走る茨城急行自動車諸川周辺のバス停が最寄となる。最寄駅は国道125号を3kmほど西へ進んだバスの終点、古河駅である。交通インフラの整備は遅れており、未舗装の砂利道も存在する。

## 施設・史跡
西仁連川沿いには茨城県立三和高等学校が所在しており、学校西隣の本田遺跡では2008年（平成20年）12月から埋蔵文化財の発掘調査が行われている。遺跡からは縄文時代の竪穴建物跡のほか、中世、近世に渡る多くの遺構が発掘され、古代の東海地方産の緑釉陶器、中世の中国産白磁などが出土した。